# 城郊乡 (宁陵县)
城郊乡，是中华人民共和国河南省商丘市宁陵县下辖的一个乡镇级行政单位。

## 行政区划
城郊乡下辖以下地区：
四门庄村、孟楼村、石井村、胡二庄村、李子荐村、乔元村、胡三庄村、刘油坊村、段庄村、洼尔庄村、李七庄村、陈克常村、李庄村、八里井村、徐大庄村、王桥村、王义宾村、吕茂公村、张老庄村、陈庄村、东马楼村、乔九庄村、八里屯村、三里河村、后址庄村和郭英村。